# Lý Khắc Cần
Lý Khắc Cần (sinh ngày 6 tháng 12 năm 1967) là nam ca sĩ, diễn viên, MC Hồng Kông. Ngoài các album ca nhạc, Lý Khắc Cần còn thể hiện nhiều ca khúc chủ đề phim, gồm 27 phim truyền hình và 9 phim điện ảnh. Anh cũng tham gia diễn xuất trong nhiều phim truyền hình và điện ảnh của TVB. Từ 1993 đến 2013, Lý Khắc Cần đã tổ chức 13 liveshow lớn tại Hồng Kông.
Trong sự nghiệp ca hát, Lý Khắc Cần giành được nhiều giải thưởng lớn, đóng vai trò quan trọng trong nền âm nhạc Hồng Kông.